# Кањина (Коњиц)
Кањина је насељено место у Босни и Херцеговини у општини Коњиц у Херцеговачко-неретванском кантону које административно припада Федерацији Босне и Херцеговине. Према попису становништва из 1991. у насељу је живјело 181 становника.

## Географија
Налази се северно од Коњица на путу према Сарајеву.

## Становништво
По последњем службеном попису становништва из 1991. године, у насељу Кањина је био 181 становник. Већина становника су били Муслимани.
| Националност       | 1991.       | 1981. | 1971. |
| Муслимани          | 93 (51,38%) |       |       |
| Хрвати             | 77 (42,54%) |       |       |
| Срби               | 9 (4,97%)   |       |       |
| остали и непознато | 2 (1,10%)   |       |       |
| Укупно             | 181         |       |       |